# Emerson Orlando de Melo
Emerson Orlando de Melo (født 2. marts 1973) er en tidligere brasiliansk fodboldspiller.